# Homs (Líbia)
Al Khums (àrab: الخمس, al-Ḫums) és un dels municipis de Líbia i una antiga ciutat romana. Situat al nord occidental del país, a 120 km a l'est de Trípoli.
En tenia una població estimada de 202.000 habitants durant el 2009, la població en el cens de 1984 era de 38.174 habitants. Entre 1983 i1995 fou en centre administratiu del Districte Al Khums.
A proximitat s'hi troben les ruïnes de la ciutat romana Leptis Magna que durant l'Imperi Romà fou sobretot important sota el patronatge de l'emperador Septimi Sever, fill de la zona que la va desenvolupar. Hi ha diversos monuments que porten el seu nom.